# Közös figyelem
A közös figyelem (közös figyelmi helyzet, vagy közös figyelmi viselkedés) azt a jelenséget írja le, mikor két egyén figyelme ugyanarra a tárgyra összpontosul. Ez úgy valósulhat meg, hogy egyikük a másik figyelmét ugyanarra irányítja a tekintetével, vagy rámutatással, esetleg egyéb verbális, non-verbális eszközökkel (például: az egyik személy ránéz a személyre, majd a tárgyra, majd újra a személyre néz). 1975-ben Scaife és Bruner voltak az első kutatók, akik leírták a gyermekek képességét a tekintet követésére. Eredményeik azt mutatták, hogy a legtöbb 8-10 hónapos csecsemő képes volt a tekintet követésére, a 11-14 hónapos gyermekek közül pedig már mindenki képes volt rá. Ez a korai kutatás rávilágított, hogy egy felnőtt csupán a tekintetével is képes egy csecsemő figyelmét ráirányítani a környezet tárgyaira.
Későbbi kutatások demonstrálták, hogy a közös figyelem két fontos összetevője a tekintet követése és a szándék felismerése. A tekintet megosztásának képessége a tárgyakra történő utalások megértéséhez szükséges. A szándék felismerése fontos a gyermek nyelvtanulásában és mások figyelmének irányításában.  A nyelvtanulásban azért jelentős, mert a megértéshez, a képzéshez és a szótanuláshoz is elengedhetetlen. A közös figyelmi helyzetben töltött idő közben a gyermek nagyon sok információt szerez a környezetéről, összefüggést teremt a kimondott szavak és a környezet tárgyai, vagyis jelentésük között. A szocio-emocionális fejlődéshez és a képességhez, hogy normális kapcsolatokban vegyünk részt, ugyancsak nagyban hozzájárul a közös figyelem. A közös figyelmi helyzetben való részvételre negatív hatással lehet a siketség, a vakság, és egyéb fejlődési zavarok, például az autizmus.
Egyéb állatfajoknál: például a nagymajmoknál, az orángutánoknál, kutyáknál és lovaknál is sikerült a közös figyelmi helyzet egyes részeit megtalálni.

## Fordítás
Ez a szócikk részben vagy egészben  a   Joint attention című angol Wikipédia-szócikk ezen változatának fordításán alapul.  Az eredeti cikk szerkesztőit annak laptörténete sorolja fel. Ez a jelzés csupán a megfogalmazás eredetét és a szerzői jogokat jelzi, nem szolgál a cikkben szereplő információk forrásmegjelöléseként.